# RAM Racing (écurie d'endurance)
Pour les articles homonymes, voir RAM.
Cet article concerne l'écurie d'endurance. Pour l'ancienne écurie de Formule 1, voir RAM Racing.
RAM Racing est une écurie de sport automobile britannique qui est engagée dans des courses d'endurance de Grand tourisme. Elle court actuellement dans le championnat Creventic 24H Series.

## Histoire
RAM Racing est lancée en 2012 par Dan Shufflebottom qui a été actif par le passé en Formule 1 ; l'écurie commence la compétition en engageant une Ferrari 458 Italia GT3 aux 24 Heures de Dubaï en 2013 ; l'écurie acquiert également deux Ferrari 458 Italia GT2 et les engage en European Le Mans Series pour la saison 2013.
A l'issue de la saison 2013 l'équipe gagne le titre GTE en European Le Mans Series et obtient une invitation pour les 24 Heures du Mans 2014. En 2014, Le team s'inscrit dans le Championnat du monde d'endurance FIA et engage deux Ferrari 458 Italia GT2, une en GTE Pro et l'autre en GTE Am,. Lors des 24 Heures du Mans, la Ferrari engagée en GTE Pro abandonne sur problème de boîte de vitesses, tandis que celle qui est engagée dans la catégorie GTE Am, obtient la douzième place de la catégorie.
Au mois de juillet, l'équipe met un terme à sa saison après les 24 Heures du Mans pour des raisons financières,,,.
Mais le team revient sur le devant de la scène en 2015 avec une Mercedes-Benz SLS AMG GT3 et remporte le championnat 24 Heures Series.
Depuis 2016 le team roule avec une Mercedes-AMG GT3.
En 2017, l'écurie engage sa Mercedes en Michelin Le Mans Cup.

## Palmarès
- European Le Mans Series
  - Champion GTE European Le Mans Series 2013

- 24 Heures Series
  - Champion GT3 24 Heures Series 2015